# The Unforgiven
The Unforgiven (с англ. — «Непрощённый») — четвёртая песня из пятого студийного альбома группы Metallica The Black Album, вышедшего в 1991 году. Она стала хитом вместе с такими песнями из этого альбома, как «Enter Sandman» и «Nothing Else Matters».
У этой песни появилось 2 продолжения: «The Unforgiven II» из альбома Reload и «The Unforgiven III» из альбома Death Magnetic.

## Содержание песни
В куплетах песни идёт повествование от третьего лица о жизни, от рождения до самой смерти, человека прозванного: «Непрощённый». Однако в каждом припеве герой от первого лица сообщает, что сам нарёк себя так. С малых лет его вынуждают следовать правилам, навязанным извне. Скрывая свой истинный характер, всю жизнь он подстраивается и угождает окружающим. А те лишь пользуются им в собственных интересах. Не желая более мириться с таким положением вещей, однажды он встаёт на путь борьбы, дав самому себе клятву, не подчиняться отныне ничьей воле. Эту изнурительную битву он ведёт до конца своих дней, пока перед самой смертью, безразличный ко всему старик, он с запоздалым сожалением не сознаёт, что изначально был обречён на поражение. Будучи не в силах простить этого ни себе, ни окружающим, он с горечью нарекает всех и каждого: «Непрощённый!»
Музыка отражает трагическое содержание текста — жестокое обращение с героем, полное безразличие со стороны окружающих к его мыслям и чувствам. Соло-гитаристу группы Кирку Хэмметту пришлось долго тренироваться, чтобы своим соло передать нужные эмоции.

## Участники записи
- Джеймс Хетфилд — акустическая гитара, ритм-гитара, вокал;
- Ларс Ульрих — барабаны;
- Кирк Хэмметт — соло-гитара;
- Джейсон Ньюстед — бас-гитара, бэк-вокал.

## Кавер-версии
- Группа Apocalyptica в своём дебютном альбоме Plays Metallica by Four Cellos, вышедшем в 1996 году, сыграла The Unforgiven на четырёх виолончелях, а также сняла видеоклип.
- Группа Gregorian в альбоме Masters of Chant Chapter V (2006 год) исполнила эту песню в весьма оригинальном варианте.
- Соул-версию The Unforgiven исполнила швейцарская певица Stefanie Heinzmann.
- Кавер на The Unforgiven и многие другие песни Metallica исполнили блюграсс-группа Iron Horse и келтик-рок-группа Boys From County Nashville.
- Виктория Ермольева[англ.] — украинская пианистка, исполняющая «тяжёлую» музыку на фортепиано.

## Позиции в чартах
| Чарт (1991–1992)                        | Позиция |
| --------------------------------------- | ------- |
| Австралия (ARIA)                        | 10      |
| Европа (Eurochart Hot 100)              | 46      |
| Финляндия (The Official Finnish Charts) | 4       |
| Франция (SNEP)                          | 28      |
| Германия (GfK)                          | 47      |
| Ирландия (IRMA)                         | 22      |
| Нидерланды (Dutch Top 40)               | 27      |
| Нидерланды (Single Top 100)             | 25      |
| Новая Зеландия (Recorded Music NZ)      | 24      |
| Швеция (Sverigetopplistan)              | 32      |
| Великобритания (OCC UK Singles)         | 15      |
| США (Billboard Hot 100)                 | 35      |
| США (Billboard Mainstream Rock)         | 10      |

## Сертификация
| Регион                                                                      | Сертификация  | Продажи   |
| --------------------------------------------------------------------------- | ------------- | --------- |
| Австралия (ARIA)                                                            | 3× Платиновый | 210 000   |
| Бразилия (ABPD)                                                             | Золотой       | 30 000    |
| Германия (BVMI)                                                             | Золотой       | 300 000   |
| Италия (FIMI)                                                               | Золотой       | 35 000    |
| Новая Зеландия (RMNZ)                                                       | Платиновый    | 30 000    |
| Испания (PROMUSICAE)                                                        | Золотой       | 30 000    |
| Великобритания (BPI)                                                        | Серебряный    | 200 000   |
| США (RIAA)                                                                  | 2× Платиновый | 2 000 000 |
| Данные о продажах + прослушиваниях приведены только на основе сертификации. |               |           |